# E-One

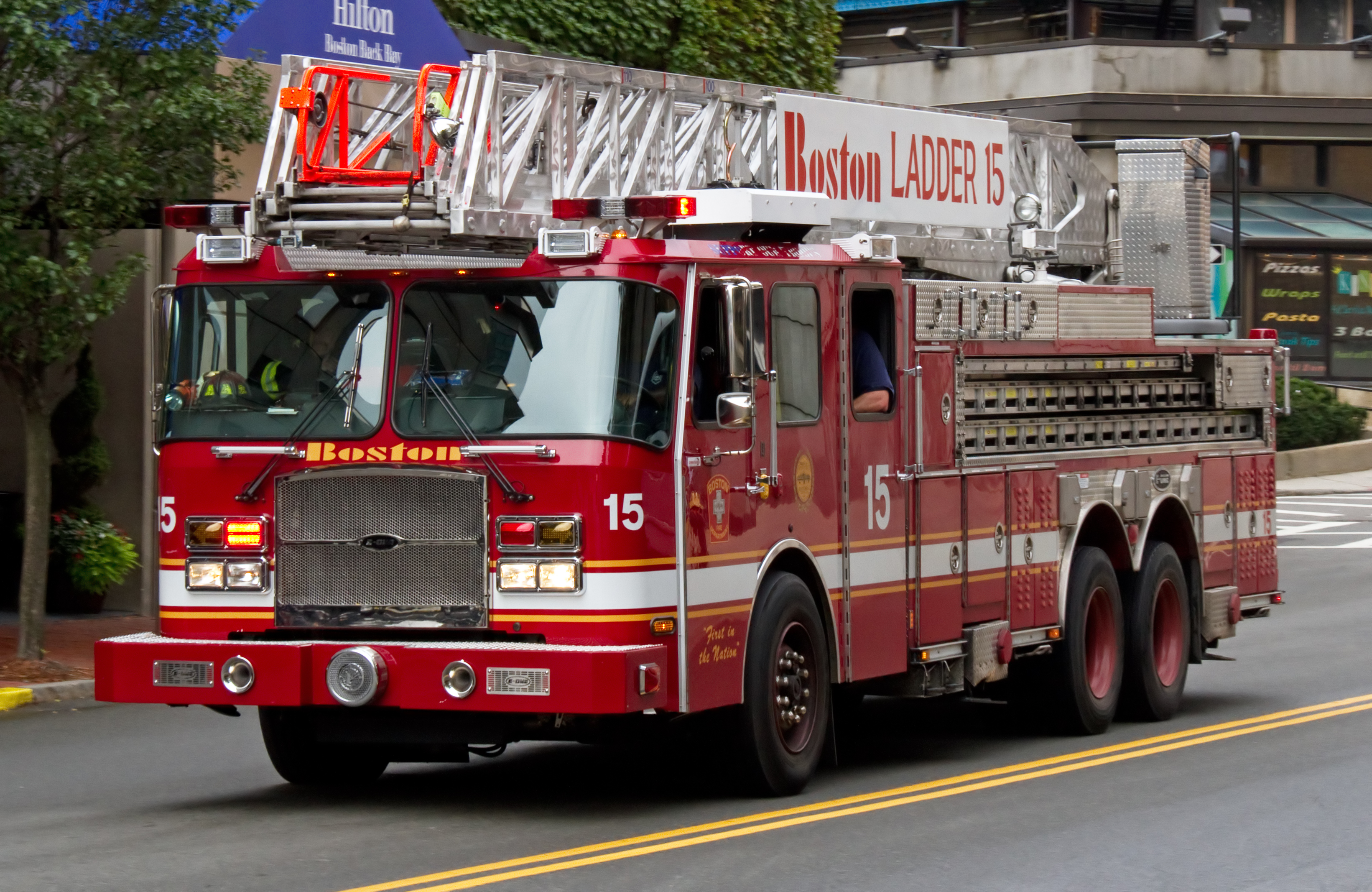
Fourgon d'incendie E-One de Boston.

E-One est une entreprise américaine de véhicules de lutte contre l'incendie basée à Ocala en Floride.

## Histoire
La société Emergency One, Inc. est fondée en 1974 par Bob Wormser après qu'il ait conçu dans son garage un premier corps de véhicule en aluminium extrudé. En 1978, il ouvre son propre centre de production à Ocala en Floride, et renomme sa société E-One peu de temps après. Depuis les années 1980, la société développe de nombreuses innovations liées à la mécanique et aux technologies anti-incendie.
En 2010, E-One ouvre une plus petite usine à Hamburg, New York, pour la conception d'armatures en acier inoxidable plus adaptées aux climats froids. La même année, E-One est rachetée par REV Fire Group.

## Description
La société E-One emploie 5 000 personnes (2024). La société compte un réseau national de 35 revendeurs.
E-One a produit pour la US Air Force plusieurs séries de véhicules, dont le TITAN AT P-19C conçu pour le transport en Lockheed C-130J Super Hercules. Le Ministère de la Défense nationale du Canada se fournit également auprès de E-One pour ce modèle.